# Omanana nigrifrons
Omanana nigrifrons är en insektsart som beskrevs av Delong 1942. Omanana nigrifrons ingår i släktet Omanana och familjen dvärgstritar. Inga underarter finns listade i Catalogue of Life.